# Beltaine (album)
Bealtine è un album del gruppo musicale inglese Inkubus Sukkubus, realizzato inizialmente nel 1990 indipendentemente e successivamente pubblicato nel 1996 con l'etichetta Resurration Records. Il titolo si rifà alla festività celtica di Beltane.

## Tracce
1. Beltaine – 4:31
2. Wytches I – 3:26
3. Pagan Born – 3:25
4. Song to Pan – 2:59
5. Goblin Jig – 4:43
6. Midnight Queen – 5:33
7. Trinity – 3:37
8. I Am the One – 4:07
9. Vampyre Kiss – 4:50
10. Wytches II – 3:06
11. In Defence – 3:11
12. Burning Times – 5:32
13. The Leveller – 4:11
14. Church of Madness – 4:19
15. Wytches – 1:12